# Ferrari 458 Italia

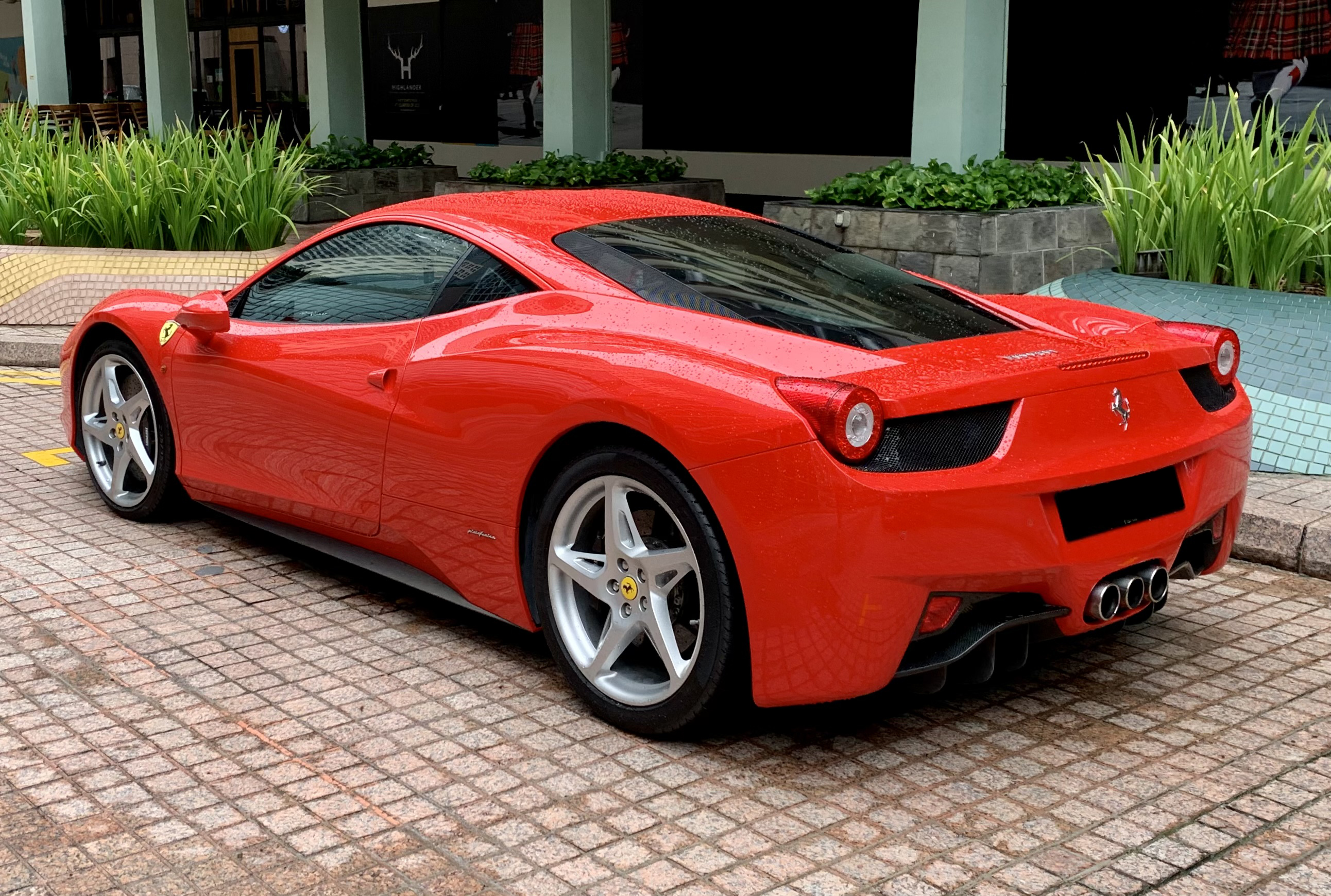
Ferrari 458 Italia zezadu

Ferrari 458 Italia je sportovní automobil firmy Ferrari, který je nástupcem F430. Veřejnosti byl představen na autosalonu ve Frankfurtu 15. září 2009.
Jeden model původně pocházející od pachatelů trestné činnosti představila v roce 2022 Policie České republiky jako služební vůz, který plánuje využívat proti agresivním řidičům na dálnicích či pronásledování odcizených aut.

## Technické specifikace

### Motor
Automobil pohání atmosférický zážehový, vidlicový osmiválec uložený podélně před zadní nápravou o objemu 4,5 litru. Motor poskytuje výkon 126,7 koní na litr objemu, což je 3. nejvyšší hodnota u atmosféricky plněných motorů. Verze 458 Speciale má dokonce úplně nejlepší hodnotu, a to 132,7 hp/litr. 80 % točivého momentu je k dispozici už při 3 250 ot/min. Motor je, jako první umístěný před zadní nápravou ve voze Ferrari, vybaven přímým vstřikováním paliva.
- Objem motoru: 4 499 cm3
- Max. výkon: 425 kW (570 k) při 9 000 ot/min
- Max. točivý moment: 540 Nm při 6 000 ot/min
- Počet ventilů na válec: 4
- Kompresní poměr: 12,5:1

### Převodovka
Standardní převodovkou je 7stupňová dvouspojková převodovka Getrag, podobně jako u modelu California. 458 Italia není dostupný s tradiční manuální převodovkou, proto je čtvrtým modelem Ferrari (první tři jsou Enzo, Challenge Stradale a 430 Scuderia), které nejsou v nabídce s manuální převodovkou. Jde o první hlavní model, který není nabízen s manuální převodovkou.

### Řízení
Zavěšení automobilu obstarávají na přední nápravě dvojitá příčná trojúhelníková ramena a víceprvkové zavěšení na zadní nápravě spolu s E-Diff a F1 Trac systémy regulace prokluzu, které jsou určené k lepšímu ovládání vozu v zatáčkách a zlepšení průběžného zrychlení o 32 % v porovnání s předcházejícími modely.
Kompozitní brzdy z uhlíkových vláken a keramiky nesou název Ferrari/Brembo CCM, společně se systémem ABS zkrátily brzdnou dráhu ze 100 km/h na délku 32,5 metru.
Adaptivní magnetorheologické tlumiče SCM2 (Sospensioni a Controllo Magnetoreologico) jsou výsledkem spolupráce s firmou Delphi.

## 458 Challenge
Tato verze modelu 458 byla prezentována na Ferrari Annual Dealer Meeting dne 14. července 2010. Ferrari tvrdí, že jejich nejnovější Challenge dokáže zvládnout kolo na okruhu Fiorano v čase 1:16,5, což je o dvě sekundy méně, než jeho předchůdce F430 Challenge a jen o 0,2 s víc než model FXX.

## 458 Italia GTC

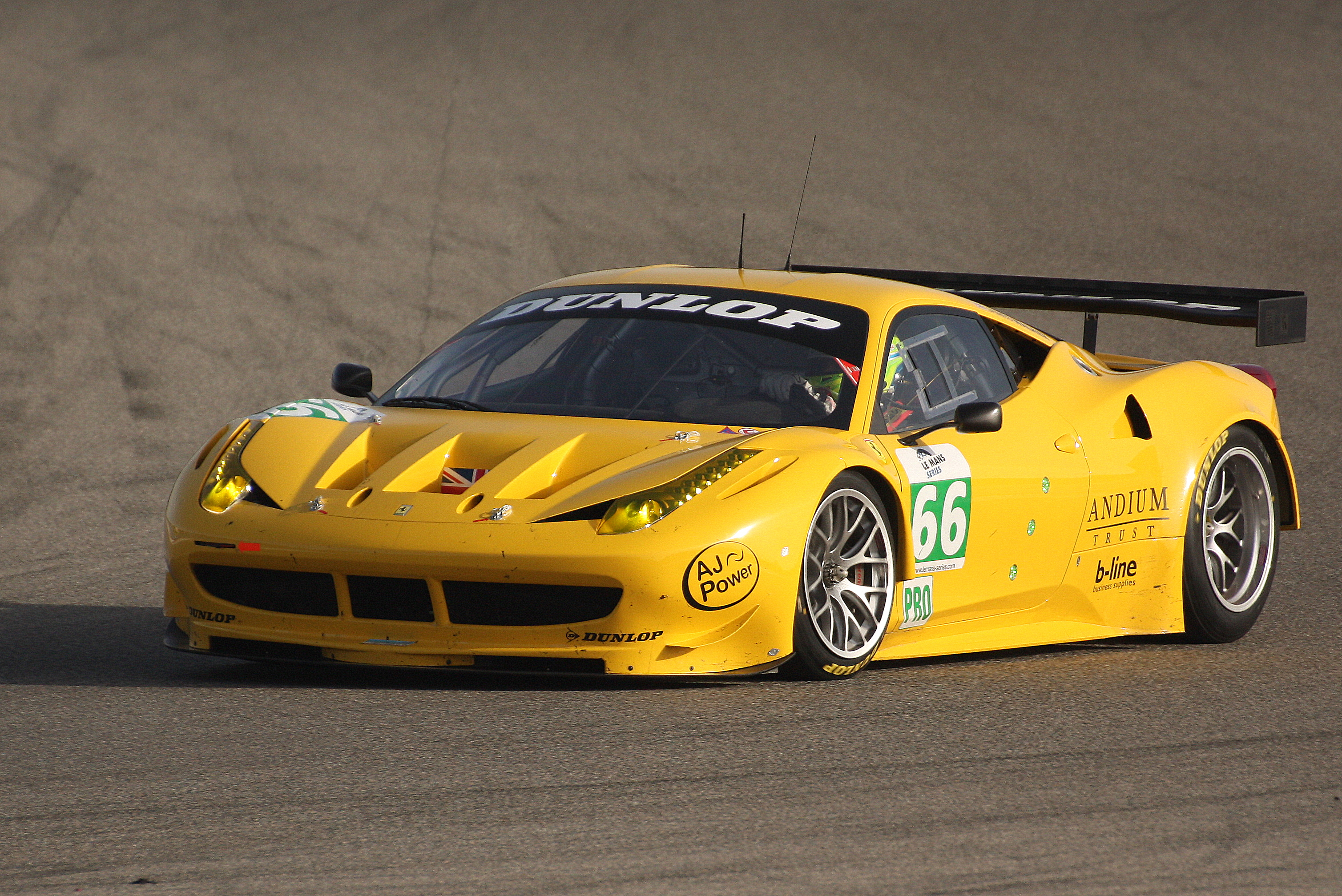
Ferrari 458 Italia GTC

Ferrari odhalilo jejich nové závodní auto GT2 pro rok 2011. 458 GT2 upustilo od použití součástky „flex splitter“, kterou můžeme najít u silničních verzí a nahradilo ji více konvenčním sacím ventilem, se kterým vzduch uniká otvory v kapotě. Podle nových nařízení, 4,5litrový motor dává 470 k, což je méně než silniční verze, F430 GTE a 458 Challenge. Dvouspojková převodovka s řazením pádly pod volantem je ponechána od doby, kdy to pravidla v roce 2011 povolily. 6 vozů Ferrari 458 Italia GTC je na startovní listině v závodě 24 hodin Le Mans 2011, jsou doprovázeny 4 staršími F430 GT2.

## 458 Speciale
Tohle verze je finální verze 458, představena roku 2014 na Paris Motor Show. Původně měla mít finální verze označení Monte Carlo. Výkon je oproti Italii zvýšen na 605 koní, přičemž váha byla snížena na 1290 kg, tedy o 90 kg. 0–100 km/h zvládne přesně za 3 sekundy. Okruh Fiaorano zvládne za 1:23,5 sekundy, tedy o 1,5 sekundy rychleji, než 458 Italia.

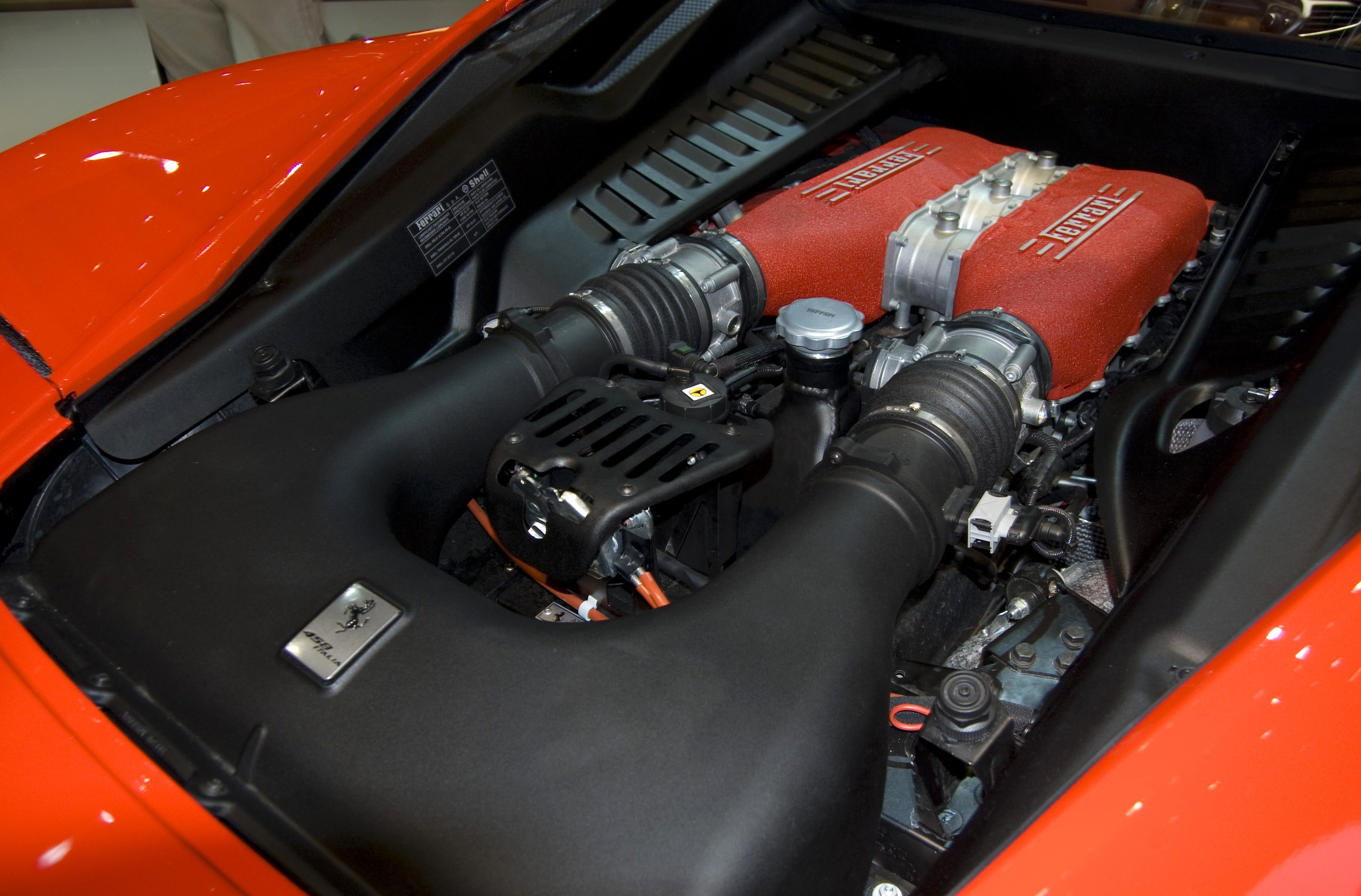
Motor Ferrari 458 Italia